# Лёгкая атлетика на летних Олимпийских играх 2020 — бег на 400 метров (мужчины)
Соревнование в беге на 400 метров среди мужчин на летних Олимпийских играх 2020 года проходили с 1 по 5 августа 2021 года на Японском национальном стадионе. В соревнованиях приняли участие 48 спортсмена из 33 стран.
Турнир выиграл Стивен Гардинер из Багамских островов, а серебро завоевал Антони Самбрано из Колумбии. За всю историю проведения Олимпийских соревнований на дистанции в беге 400 метров у каждой из этих двух стран это были первые медали. Бронзовый призер Кирани Джеймс из Гренады стал легендарным спортсменом выиграв свою третью медаль подряд в этом соревновании. Завоевав бронзу в Токио 2020, серебро Рио-де-Жанейро 2016 и золото Лондона 2012 он стал обладателем комплектов медалей всех достоинств и первым человеком, который заработал три медали на 400 метрах.

## Медалисты
| Золото                            | Серебро                  | Бронза                |
| Стивен Гардинер Багамские Острова | Антони Самбрано Колумбия | Кирани Джеймс Гренада |

## Ход турнира
На Чемпионат мира 2019 года на дистанции 400 метров появились совершенно новые имена, Стивен Гардинер, Антони Самбрано и Фред Керли, но Керли сосредоточил свои усилия на 100 м, завоевав себе бронзовую медаль в этом соревновании.
Из лидеров предыдущих Олимпийских турниров после травмы вернулся мировой и Олимпийский рекордсмен в Рио-де-Жанейро 2016 Уэйд ван Никерк, а также серебряный призер Рио 2016 и олимпийский чемпион 2012 года Кирани Джеймс
Обладателем самого быстрого личного рекорда на этой дистанции и мирового рекорда в помещении был американский бегун Майкл Норман с 4 результатом за все время 43,45.
В первом полуфинале Джеймс показал, что находиться в отличной форме, с результатом 43,88. Сразу за ним финишировал Замбрано, впервые преодолев барьер в 44 секунды и став 18-м спортсменом в истории пробежавшим быстрее 44, с результатом 43,93. Остальные полуфиналы были немного медленнее. В третьем полуфинале не набравший форму после травмы Уэйд ван Никерк пробежал за 45,14 и не вышел в финал.
Быстро стартовали Норман, Майкл Черри, Джеймс и Исаак Маквала пытаясь оторваться от других спортсменов. Норман и Джеймс продолжили давление, в то время как Черри и Маквала начали сдавать. Гардинер начал ускоряться, преследуя Нормана, которого он видел впереди (так как Норман бежал по наружному кругу). На последнем повороте Гардинер выигрывал у Нормана. На центральных дорожках Замбрано догонял Джеймса. Выйдя на финишную прямую, Джеймс имел преимущество, а Маквала и Гардинер были следующими, а Норман и Замбрано на метр позади них. Джеймс начал уставать, Норман и Маквала так же теряли позиции. Гардинер начал обходить лидера. Замбрано ускорился быстрее всех, обойдя Джеймса. Черри обошел Нормана и начал преследовать Джеймса. Гардинер пересек финишную черту, одержав победу с отрывом в 2 метра. У Замбрано полтора метра преимущества над Джеймсом и Черри. Джеймс кивком на финише получил бронзу и завершил свой набор медалей.

## История
Соревнование в беге на 100 метров среди мужчин на Олимпийских играх 2020 года будет проводиться в 29 раз и станет одним из 12 видов легкой атлетики, проводимых на всех летних Олимпийских играх.

## Квалификация
Квалификационный стандарт на Олимпийские игры 2020 для бегунов на 400 метров установлен 44,90 секунды. Стандарт был установлен с целью включения в турнир спортсменов выполнившие на квалификационных соревнованиях установленный норматив, но которые не смогли пройти квалификацию по итогам мирового рейтинга ИААФ. Мировые рейтинги, основанные на расчете среднего из пяти лучших результатов спортсмена за квалификационный период с учетом сложности уровня соревнований. Данные условия для отбора спортсменов использоваться, пока не будет достигнуто ограничение в 48.
Квалификационный период первоначально был установлен с 1 мая 2019 года по 29 июня 2020 года. Из -за пандемии коронавирусной инфекции в период с 6 апреля 2020 года по 30 ноября 2020 года соревнования был приостановлены и дата окончания продлена до 29 июня 2021 года. Дата начала квалификации по итогам мирового рейтинга также была изменена с 1 мая 2019 г. на 30 июня 2020 г. Спортсмены выполнившие квалификационный стандарт в течение этого времени, были квалифицированы, а провести отбор по мировому рейтингу было не возможно из-за отсутствия легкоатлетических турниров. ИААФ изменил требование к расчету мирового рейтинга, включив соревнования как на открытом воздухе, так и в помещении, а также последний региональный чемпионат был засчитан, даже если он проведен не во время квалификационного периода.
Национальный олимпийский комитет (НОК) может заявить не более 3 квалифицированных спортсменов в забеге 400 метров. Если все спортсмены соответствуют начальному квалификационному стандарту или прошли квалификацию путем ранжирования мирового рейтинга в течение квалификационного периода. (Ограничение в 3 было введено на Олимпийском Конгрессе в 1930 г.)
16 бегунов прошли квалификацию по установленному нормативу; 25 — по позициям мирового рейтинга и 7 — НОК использовали свое универсальное место и ввели одного спортсмена, так как у них нет спортсменов, соответствующих стандарту входа на легкоатлетическое мероприятие — в беге на 200 метров среди мужчин.

## Рекорды
Мировой и олимпийский рекорды до начала летних Олимпийских игр 2020 года:
| Мировой рекорд     | Уэйд ван Никерк (RSA) | 43,03 | Рио-де-Жанейро | 14 августа 2016 |
| Олимпийский рекорд | Уэйд ван Никерк (RSA) | 43,03 | Рио-де-Жанейро | 14 августа 2016 |

## Формат и календарь турнира
В соревнованиях по-прежнему использовался формат отборочных соревнований из трех основных раундов, введенный в 2004 году.
Время Олимпийских объектов местное (Япония, UTC+9)
| Дата                        | Время | Раунд     |
| --------------------------- | ----- | --------- |
| Воскресенье, 1 августа 2021 | 09:10 | Раунд 1   |
| Понедельник, 2 августа 2021 | 19:00 | Полуфинал |
| Четверг, 5 августа 2021     | 19:00 | Финал     |

## Результаты

### Раунд 1
Квалификационные правила: первые 3 в каждом забеге (Q) и дополнительно 6 с лучшими показанными результатами из всех забегов (q) проходят в полуфинал.

#### Забег 1
| Место | Дорожка | Спортсмен          | НОК               | Реакция на старте | Время | Примечание |
| ----- | ------- | ------------------ | ----------------- | ----------------- | ----- | ---------- |
| 1     | 9       | Айзек Маквала      | Ботсвана          | 0.197             | 44.86 | Q          |
| 2     | 5       | Кирани Джеймс      | Гренада           | 0.160             | 45.09 | Q          |
| 3     | 8       | Джонатан Сакур     | Бельгия           | 0.151             | 45.41 | Q          |
| 4     | 3       | Демиш Гайе         | Ямайка            | 0.165             | 45.49 | q          |
| 5     | 6       | Алонсо Расселл     | Багамские Острова | 0.223             | 45.51 | q, SB      |
| 6     | 7       | Алекс Бек          | Австралия         | 0.160             | 45.54 | PB         |
| 7     | 2       | Рикардо душ Сантуш | Португалия        | 0.140             | 46.83 |            |
| 8     | 4       | Бачир Махамат      | Чад               | 0.206             | 47.93 | SB         |

#### Забег 2
| Место | Дорожка | Спортсмен        | НОК               | Реакция на старте | Время | Примечание |
| ----- | ------- | ---------------- | ----------------- | ----------------- | ----- | ---------- |
| 1     | 6       | Мазен Аль-Яссин  | Саудовская Аравия | 0.163             | 45.16 | Q, PB      |
| 2     | 5       | Кевин Борле      | Бельгия           | 0.126             | 45.36 | Q, SB      |
| 3     | 7       | Рики Петруччиани | Швейцария         | 0.168             | 45.64 | Q          |
| 4     | 9       | Рэндольф Росс    | США               | 0.227             | 45.67 |            |
| 5     | 8       | Закити Нене      | ЮАР               | 0.147             | 45.74 |            |
| 6     | 4       | Джон Перласа     | Колумбия          | 0.159             | 46.55 |            |
| 7     | 2       | Павел Маслак     | Чехия             | 0.196             | 47.01 |            |
| 8     | 3       | Ахмед Аль-Яари   | Йемен             | 0.183             | 48.53 | SB         |

#### Забег 3
| Место | Дорожка | Спортсмен              | НОК               | Реакция на старте | Время | Примечание |
| ----- | ------- | ---------------------- | ----------------- | ----------------- | ----- | ---------- |
| 1     | 2       | Майкл Черри            | США               | 0.178             | 44.82 | Q          |
| 2     | 9       | Джонатан Джонс         | Барбадос          | 0.181             | 45.04 | Q, SB      |
| 3     | 7       | Кристофер Тейлор       | Ямайка            | 0.151             | 45.20 | Q          |
| 4     | 6       | Дуайт Сент-Илер        | Тринидад и Тобаго | 0.176             | 45.41 | q          |
| 5     | 4       | Лука Янежич            | Словения          | 0.163             | 45.44 | q, SB      |
| 6     | 5       | Жиль Антони Афумба     | Республика Конго  | 0.199             | 46.03 | SB         |
| 7     | 8       | Лукас Карвалью         | Бразилия          | 0.172             | 46.12 |            |
| 8     | 3       | Мохаммад Джахир Райхан | Бангладеш         | 0.170             | 48.29 | SB         |

#### Забег 4
| Место | Дорожка | Спортсмен       | НОК                | Реакция на старте | Время | Примечание |
| ----- | ------- | --------------- | ------------------ | ----------------- | ----- | ---------- |
| 1     | 3       | Антони Самбрано | Колумбия           | 0.167             | 44.87 | Q          |
| 2     | 4       | Стивен Соломон  | Австралия          | 0.163             | 44.94 | Q, PB      |
| 3     | 7       | Уэйд ван Никерк | ЮАР                | 0.162             | 45.25 | Q          |
| 4     | 5       | Леунго Скотч    | Ботсвана           | 0.186             | 45.32 | q          |
| 5     | 9       | Давиде Ре       | Италия             | 0.171             | 45.46 | q, SB      |
| 6     | 6       | Джулиан Уолш    | Япония             | 0.146             | 46.57 |            |
| 7     | 2       | Йован Стойоски  | Северная Македония | 0.184             | 46.81 | PB         |
|       | 8       | Эммануэль Корир | Кения              |                   | DSQ   | TR 16.8    |

#### Забег 5
| Место | Дорожка | Спортсмен        | НОК               | Реакция на старте | Время   | Примечание |
| ----- | ------- | ---------------- | ----------------- | ----------------- | ------- | ---------- |
| 1     | 2       | Стивен Гардинер  | Багамские Острова | 0.163             | 45.05   | Q          |
| 2     | 3       | Деон Лендор      | Тринидад и Тобаго | 0.203             | 45.14   | Q          |
| 3     | 9       | Йохем Доббер     | Нидерланды        | 0.179             | 45.54   | Q          |
| 4     | 4       | Нейтон Аллен     | Ямайка            | 0.138             | 46.12   |            |
| 5     | 5       | Садам Коуми      | Судан             | 0.143             | 46.26   | SB         |
| 6     | 6       | Марвин Шлегель   | Германия          | 0.200             | 46.39   |            |
| 7     | 7       | Михаил Литвин    | Казахстан         | 0.210             | 47.15   |            |
| 8     | 8       | Кароль Залевский | Польша            | 0.154             | 2:15.38 |            |

#### Забег 6
| Место | Дорожка | Спортсмен          | НОК               | Реакция на старте | Время | Примечание |
| ----- | ------- | ------------------ | ----------------- | ----------------- | ----- | ---------- |
| 1     | 4       | Лимарвин Боневасия | Нидерланды        | 0.171             | 44.95 | Q          |
| 2     | 6       | Майкл Норман       | США               | 0.157             | 45.35 | Q          |
| 3     | 8       | Мейчел Седенио     | Тринидад и Тобаго | 0.218             | 45.56 | Q          |
| 4     | 9       | Эдоардо Скотти     | Италия            | 0.169             | 45.71 |            |
| 5     | 7       | Тапело Фора        | ЮАР               | 0.150             | 45.83 | SB         |
| 6     | 5       | Таха Хусейн Ясин   | Ирак              | 0.144             | 46.00 | SB         |
| 7     | 3       | Оскар Хусильос     | Испания           | 0.147             | 48.05 |            |
| 8     | 2       | Тодисоа Рабеадисон | Мадагаскар        | 0.196             | 48.40 | SB         |

### Полуфиналы
Квалификационные правила: первые 2 в каждом забеге (Q) и дополнительно 2 с лучшими показанными результатами из всех забегов (q) проходят в полуфинал.

#### Полуфинал 1
| Место | Дорожка | Спортсмен          | НОК               | Реакция на старте | Время | Примечание |
| ----- | ------- | ------------------ | ----------------- | ----------------- | ----- | ---------- |
| 1     | 5       | Кирани Джеймс      | Гренада           | 0.160             | 43.88 | Q, SB      |
| 2     | 6       | Антони Самбрано    | Колумбия          | 0.175             | 43.93 | Q, AR      |
| 3     | 4       | Лимарвин Боневасия | Нидерланды        | 0.160             | 44.62 | q, NR      |
| 4     | 7       | Деон Лендор        | Тринидад и Тобаго | 0.193             | 44.93 |            |
| 5     | 3       | Давиде Ре          | Италия            | 0.157             | 44.94 | SB         |
| 6     | 9       | Рики Петруччиани   | Швейцария         | 0.140             | 45.26 |            |
| 7     | 2       | Лука Янежич        | Словения          | 0.152             | 45.36 | SB         |
| 8     | 8       | Джонатан Сакур     | Бельгия           | 0.136             | 45.88 |            |

#### Полуфинал 2
| Место | Дорожка | Спортсмен        | НОК               | Реакция на старте | Время | Примечание |
| ----- | ------- | ---------------- | ----------------- | ----------------- | ----- | ---------- |
| 1     | 6       | Майкл Черри      | США               | 0.162             | 44.44 | Q          |
| 2     | 8       | Кристофер Тейлор | Ямайка            | 0.164             | 44.92 | Q, SB      |
| 3     | 5       | Стивен Соломон   | Австралия         | 0.168             | 45.15 |            |
| 4     | 4       | Мазен Аль-Яссин  | Саудовская Аравия | 0.154             | 45.37 |            |
| 5     | 2       | Леунго Скотч     | Ботсвана          | 0.178             | 45.56 |            |
| 6     | 9       | Мейчел Седенио   | Тринидад и Тобаго | 0.192             | 45.86 |            |
| 7     | 3       | Алонсо Расселл   | Багамские Острова | 0.169             | 46.04 |            |
| —     | 7       | Кевин Борле      | Бельгия           |                   | DNS   |            |

#### Полуфинал 3
| Место | Дорожка | Спортсмен       | НОК               | Реакция на старте | Время | Примечание |
| ----- | ------- | --------------- | ----------------- | ----------------- | ----- | ---------- |
| 1     | 6       | Стивен Гардинер | Багамские Острова | 0.152             | 44.14 | Q, SB      |
| 2     | 7       | Майкл Норман    | США               | 0.156             | 44.52 | Q          |
| 3     | 4       | Айзек Маквала   | Ботсвана          | 0.197             | 44.59 | q          |
| 4     | 3       | Демиш Гайе      | Ямайка            | 0.155             | 45.09 | SB         |
| 5     | 8       | Уэйд ван Никерк | ЮАР               | 0.381             | 45.14 |            |
| 6     | 9       | Йохем Доббер    | Нидерланды        | 0.191             | 45.48 |            |
| 7     | 2       | Дуайт Сент-Илер | Тринидад и Тобаго | 0.153             | 45.58 |            |
| 8     | 5       | Джонатан Джонс  | Барбадос          | 0.159             | 45.61 |            |

### Финал
| Место | Дорожка | Спортсмен          | НОК               | Реакция на старте | Время | Примечание |
| ----- | ------- | ------------------ | ----------------- | ----------------- | ----- | ---------- |
| 1     | 7       | Стивен Гардинер    | Багамские Острова | 0.179             | 43.85 | SB         |
| 2     | 5       | Антони Самбрано    | Колумбия          | 0.166             | 44.08 |            |
| 3     | 4       | Кирани Джеймс      | Гренада           | 0.157             | 44.19 |            |
| 4     | 6       | Майкл Черри        | США               | 0.179             | 44.21 | PB         |
| 5     | 8       | Майкл Норман       | США               | 0.148             | 44.31 |            |
| 6     | 9       | Кристофер Тейлор   | Ямайка            | 0.158             | 44.79 | PB         |
| 7     | 2       | Айзек Маквала      | Ботсвана          | 0.167             | 44.94 |            |
| 8     | 3       | Лимарвин Боневасия | Нидерланды        | 0.168             | 45.07 |            |